# 21. (Bayerisches) Infanterie-Regiment (Reichswehr)
21. (Bayerisches) Infanterie-Regiment war die Bezeichnung eines Regiments der Reichswehr mit Regimentsstab in Nürnberg (vgl.: Bayerische Reichswehr).

## Geschichte
Das Regiment wurde am 1. Januar 1921 aus den Reichswehr-Infanterie-Regimentern 45, 46 und 47 des Übergangsheeres gebildet. Am 29. Mai 1922 erhielt das Regiment zusätzlich zu seinem Namen die landsmannschaftliche Bezeichnung „Bayerisches“.
Während des Hitlerputsches stellte sich das Regiment geschlossen hinter die Reichswehrführung in Berlin.
Im Zuge der Vergrößerung der Reichswehr wurde das Regiment 1934 in der ersten Aufstellungswelle geteilt und daraus das Infanterie-Regiment Nürnberg und das Infanterie-Regiment Bayreuth gebildet.

### Garnisonen
- Nürnberg: Regimentsstab, II. Bataillon mit Stab
- Würzburg: I. Bataillon mit Stab
- Bayreuth: III. Bataillon mit Stab
- Erlangen: Ausbildungs-Bataillon
- Fürth: 13. (MW)-Kompanie

### Kommandeure
| Nr. | Name                                   | Beginn der Berufung | Ende der Berufung  |
| --- | -------------------------------------- | ------------------- | ------------------ |
| 1.  | Oberst Leonhard Haussel                | 1. Januar 1921      | 30. November 1922  |
| 2.  | Oberst Albert von Beckh                | 1. Dezember 1922    | 31. Juli 1925      |
| 3.  | Oberst Otto Ritter von Saur            | 1. November 1925    | 31. Januar 1927    |
| 4.  | Oberst/Generalmajor Nikolaus Schemmel  | 1. Februar 1927     | 31. Januar 1929    |
| 5.  | Oberst Friedrich Dümleim               | 1. Februar 1929     | 31. Oktober 1930   |
| 6.  | Oberst Wilhelm Ritter von Reitzenstein | 1. November 1930    | 31. Oktober 1932   |
| 7.  | Oberst Paul Otto                       | 1. November 1932    | 31. März 1934      |
| 8.  | Oberst Karl Weisenberger               | 1. April 1934       | 14. September 1935 |

## Organisation

### Verbandszugehörigkeit
Das Regiment unterstand dem Infanterieführer VII der 7. (Bayerische) Division in München.

### Gliederung
Das Regiment bestand neben dem Regimentsstab mit Nachrichtenstaffel aus
I. Bataillon mit Stab und Nachrichtenstaffel, hervorgegangen aus dem Reichswehr-Infanterie-Regiment 45,
II. Bataillon mit Stab und Nachrichtenstaffel, hervorgegangen aus dem Reichswehr-Infanterie-Regiment 47,
III. Bataillon mit Stab und Nachrichtenstaffel, hervorgegangen aus dem Reichswehr-Infanterie-Regiment 46,
Ergänzungs-Bataillon, ab 23. März 1921 Ausbildungs-Bataillon, hervorgegangen aus dem Reichswehr-Infanterie-Regiment 47.
Jedes Feld-Bataillon gliederte sich zu drei Kompanien zu je drei Offizieren und 161 Unteroffizieren und Mannschaften (3/161) sowie einer MG-Kompanie (4/126). Insgesamt bestand ein Bataillon aus 18 Offizieren und Beamten (einschließlich Sanitätsoffizieren) und 658 Mann.

## Bewaffnung und Ausrüstung

### Hauptbewaffnung
Die Schützen waren mit dem Karabiner K98a ausgerüstet. Jeder Zug besaß ein leichtes Maschinengewehr MG 08/15.
In den MG-Kompanien bestanden jeweils der 1. Zug aus drei Gruppen mit drei schweren Maschinengewehren MG 08 auf Lafette, vierspännig gezogen, der 2. bis 4. Zug aus drei Gruppen mit drei schweren Maschinengewehren MG 08 auf Lafette, zweispännig gezogen.
Die schwersten Waffen des Regiments waren die Minenwerfer in der 13. Kompanie. Der 1. Zug war mit zwei mittleren Werfern 17 cm, vierspännig gezogen, ausgerüstet, der 2. und 3. Zug mit drei leichten Werfern 7,6 cm, zweispännig gefahren.

## Sonstiges

### Traditionsübernahme
Das Regiment übernahm 1921 die Tradition der alten Regimenter.
- 1. und 4. Kompanie: 9. Infanterie-Regiment „Wrede“
- 2. Kompanie: 18. Infanterie-Regiment „Prinz Ludwig Ferdinand“
- 3. Kompanie: 4. Infanterie-Regiment „König Wilhelm von Württemberg“
- 5. und 8. Kompanie: 14. Infanterie-Regiment „Hartmann“
- 6. Kompanie: 21. Infanterie-Regiment „Großherzog Friedrich Franz IV. von Mecklenburg-Schwerin“
- 7. Kompanie: 17. Infanterie-Regiment „Orff“
- 9. und 12. Kompanie: 7. Infanterie-Regiment „Prinz Leopold“
- 10. Kompanie: 5. Infanterie-Regiment „Großherzog Ernst Ludwig von Hessen“
- 11. Kompanie: 8. Infanterie-Regiment „Großherzog Friedrich II. von Baden“
- Ausbildungs-Bataillon: 19. Infanterie-Regiment „König Viktor Emanuel III. von Italien“